# Ballarines espanyoles
Ballarines espanyoles (Danseuses espagnoles) és un quadre de Marie Laurencin dipositat al Museu de l'Orangerie de París.

## Història
Marie Laurencin es va exiliar de París entre 1914 i 1919, temps durant el qual va romandre principalment a Espanya abans de traslladar-se a Suïssa i Alemanya. Després del seu retorn a París l'any 1920, va desenvolupar un nou estil reflectit en aquestes Ballarines espanyoles, les quals segurament foren pintades poc temps després del seu retorn, ja que se'n coneix una fotografia publicada el 1921.

## Descripció
És una composició en què dominen tons fluids de gris, blau i rosa. La superposició de plans tan sols suggereix la profunditat, mentre que els patrons geomètrics heretats del cubisme són substituïts per tons clars i composicions ondulades. Els rostres són esquemàtics i queden ja pràcticament resumits en la boca i els punts foscos dels ulls. Les figures, en posicions sovint poc realistes, s'encavallen formant múltiples harmoniosos arabescs.
L'aliança amb el món animal (que l'obra de Marie Laurencin sovint evoca) es reflecteix enlluernadorament en aquest cas amb la presència del gos negre (al mig de les tres ballarines) i del cavall, un ull del qual apareix, insòlit, darrere de la ballarina vestida de blau. Ací, els animals són companys lliures, confidents d'unes ballarines en un estrany paradís. La ballarina agenollada, vestida amb un tutú rosa, seria la mateixa Marie Laurencin, la qual aporta l'únic to càlid a la pintura. Les seues mans s'entrellacen amb les de la jove de la dreta, mentre que la jove de l'esquerra (exclosa de la complicitat de les altres dues ballarines) executa un pas de ball i es cobreix el cap amb un barret.